# Hausen AG
| AG ist das Kürzel für den Kanton Aargau in der Schweiz. Es wird verwendet, um Verwechslungen mit anderen Einträgen des Namens Hausen zu vermeiden. |

Hausen (schweizerdeutsch: ˈhuʓə) ist eine Einwohnergemeinde im Schweizer Kanton Aargau. Sie gehört zum Bezirk Brugg und liegt südlich des Bezirkshauptorts Brugg. Bis 2003 hiess die Gemeinde offiziell Hausen bei Brugg.

## Geographie
Die Gemeinde liegt etwa drei Kilometer südlich des Bezirkshauptorts Brugg in einem flachen, rund 500 Meter breiten Seitental zwischen der Aare und dem Birrfeld. Das Tal wird im Westen durch den 457 Meter hohen Wülpelsberg und im Osten durch den 500 Meter hohen Eiteberg begrenzt. Der Guggerhübel (434 m ü. M.) an der südlichen Gemeindegrenze verläuft quer durch das Tal und riegelt es vom Birrfeld ab. Im Norden gibt es keine natürliche Begrenzung, dort ist Hausen lückenlos mit Windisch zusammengewachsen. Mitten durch das Dorf fliesst der von Birr her kommende Süssbach.
Hausen liegt am südlichen Rand der Agglomeration Brugg – Windisch.
Die Fläche des Gemeindegebiets beträgt 320 Hektaren, davon sind 152 Hektaren mit Wald bedeckt und 99 Hektaren überbaut. Der höchste Punkt liegt auf dem Gipfel des Eitebergs auf 500 Metern, der tiefste auf 370 Metern an der nördlichen Gemeindegrenze. Nachbargemeinden sind Brugg und Windisch im Norden, Mülligen im Osten und Süden, Lupfig im Südwesten und Habsburg im Westen.

## Geschichte

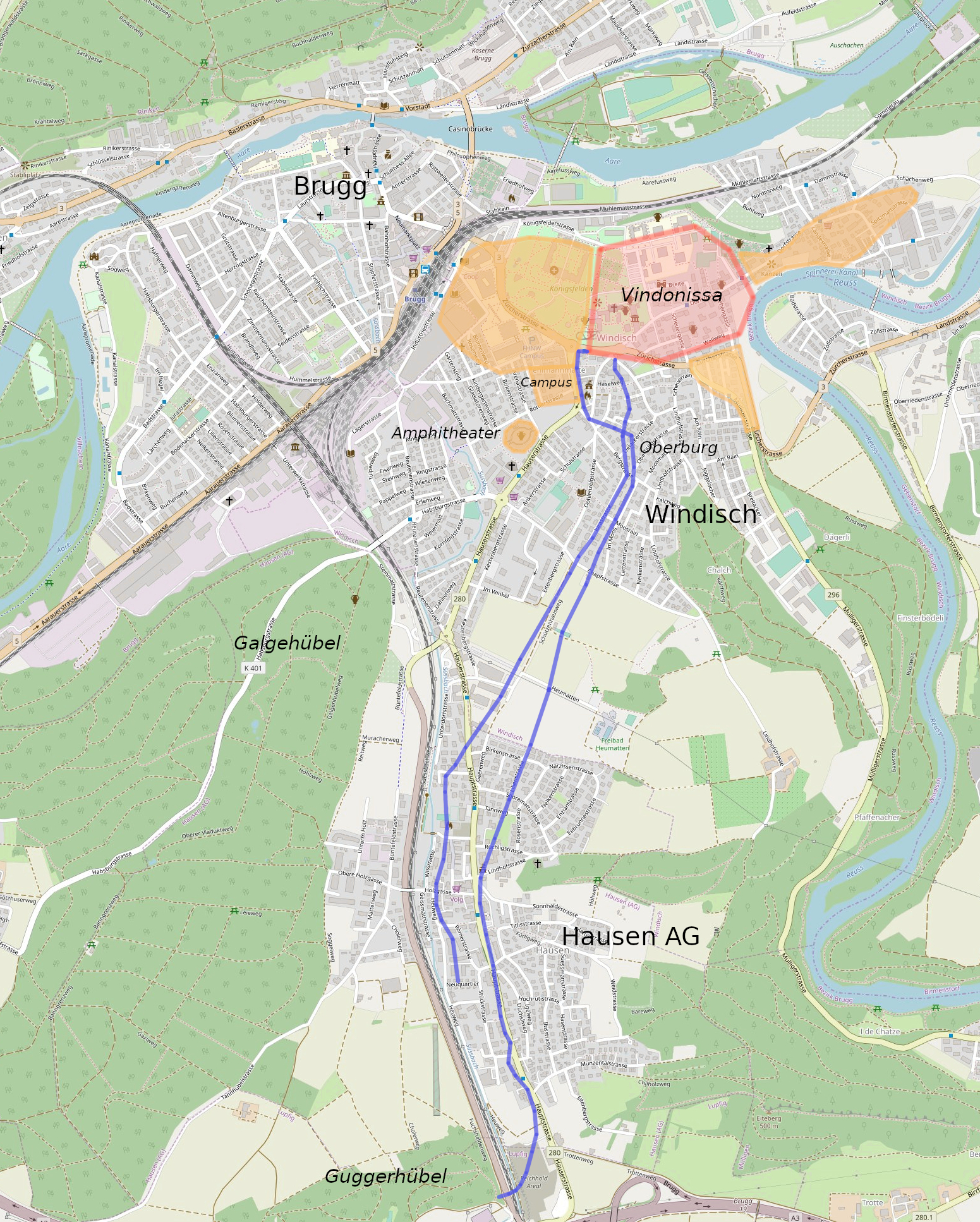
Karte von Hausen und Windisch mit der Lage des ehem. Legionslagers Vindonissa (rot) und den dazugehörigen Zivilsiedlungen und Grossbauten (orange) sowie den beiden Wasserleitungen von Vindonissa (blau).

Über das heutige Gemeindegebiet erstrecken sich zwei Wasserleitungen des ehemaligen Legionslagers Vindonissa aus dem 1. Jh. n. Chr. Bei der einen, noch heute wasserführenden, römischen / mittelalterlichen Wasserleitung handelt es sich vermutlich um das älteste technische Bauwerk der Schweiz, das immer noch in Betrieb ist. Die etwa 2,4 km lange Freispiegelleitung speist heute (2019) noch einen um 1870 gebauten Springbrunnen vor dem alten Hauptgebäude der Klinik Königsfelden (heute PDAG). Die zweite, tote (nicht mehr intakte) römische Wasserleitung wurde bei archäologischen Untersuchungen in den Jahren 1928 bis 1931 als eigenständige Leitung identifiziert. Sie stellte mit mindestens 3,3 km Länge ursprünglich das grössere Bauwerk dar.
Durch das heutige Gemeindegebiet führte eine Römerstrasse, auch Spuren einer villa rustica kamen zum Vorschein. 1861 fand ein Bauer einen Topf mit rund 340 Münzen, die aus der Zeit von 276 bis 341 n. Chr. stammen.

Luftansicht (1964)

Die erste urkundliche Erwähnung von Husen erfolgte im Jahr 1254. Der Ortsname stammt vom althochdeutschen (ze) husun und bedeutet «bei den Häusern». Im Mittelalter gehörte das Dorf zum Eigenamt, dem ältesten Besitz der Habsburger, deren Stammsitz nur wenige Kilometer entfernt auf dem Wülpelsberg steht. 1397 übertragen sie die Grund- und Gerichtsherrschaft an das Kloster Königsfelden im benachbarten Windisch.
Nach der Eroberung des Aargaus durch die Eidgenossen im Jahr 1415 übernahm die Stadt Bern die Herrschaft, das Eigenamt war nun Teil der Untertanengebiete im Berner Aargau. 1528 führten die Berner die Reformation ein und lösten das Kloster Königsfelden auf. Sie wandelten das Eigenamt in die Landvogtei Königsfelden um und übten danach sämtliche Rechte aus. Beim Franzoseneinfall im März 1798 entmachteten die Franzosen die «Gnädigen Herren» von Bern und riefen die Helvetische Republik aus, die 1803 aufgelöst wurde. Hausen gehört seither zum Kanton Aargau.
Bis weit ins 20. Jahrhundert hinein waren Landwirtschaft und Weinbau vorherrschend, doch heute existieren nur noch wenige Höfe, und die Reben sind ganz verschwunden. Stattdessen wandelte sich Hausen mehr und mehr zu einer Wohngemeinde. Seit 1950 hat sich die Bevölkerungszahl mehr als vervierfacht. 1928 entstand eine Zementfabrik, die aber wenig später bankrottging. Die Gebäude wurden von der Chemiefirma Reichhold AG übernommen, die 1993 die Produktion ins Ausland verlegte. Zwar war die Eisenbahnlinie vom Bahnhof Brugg nach Hendschiken bereits am 1. Juni 1882 eröffnet worden, doch die Gemeinde besitzt bis heute keinen eigenen Bahnhof. Seit 1978 besteht die Reformierte Kirche. 2003 liess die Gemeinde den Zusatz «bei Brugg» im Gemeindenamen offiziell streichen.

## Sehenswürdigkeiten

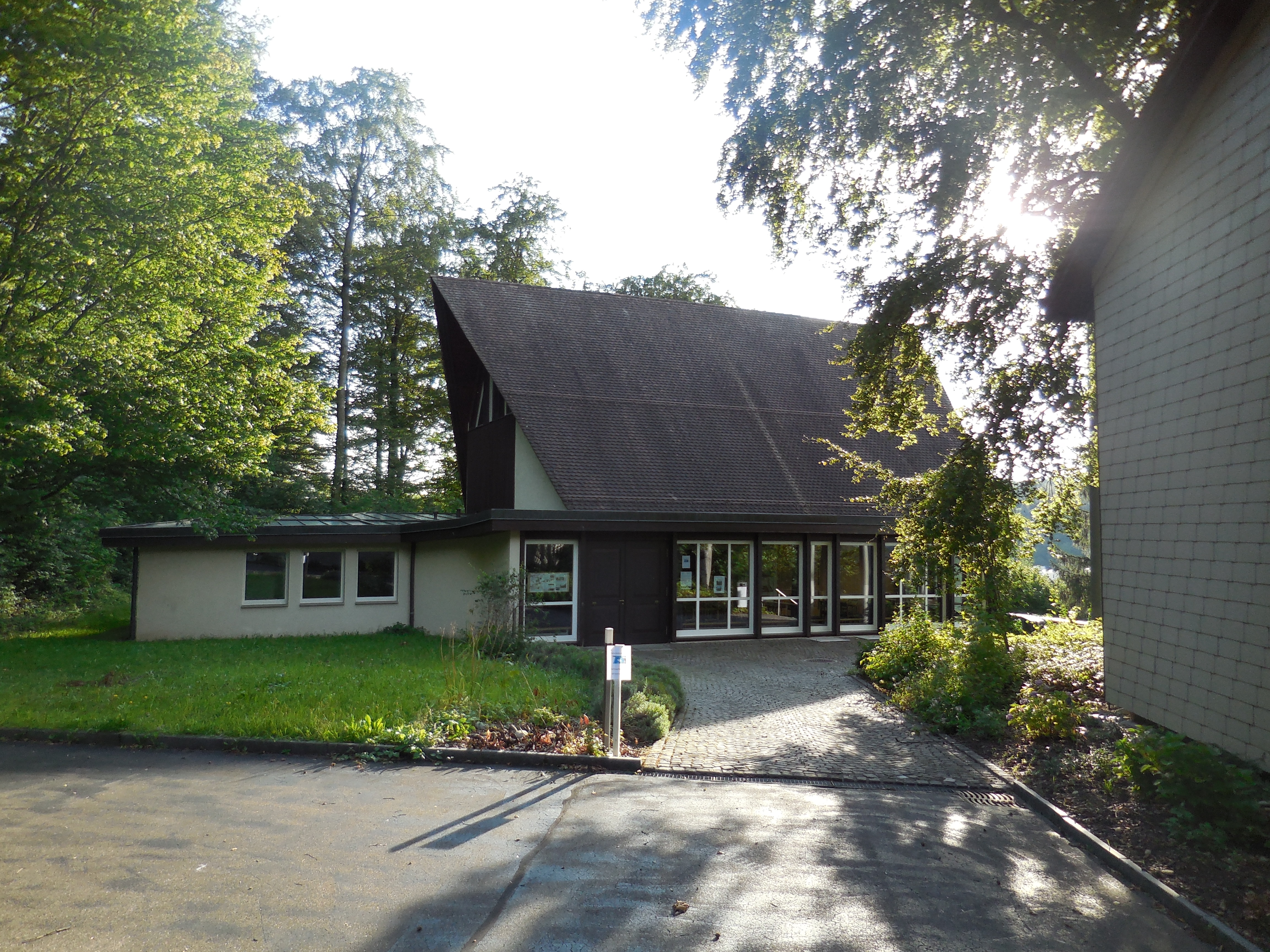
Reformierte Kirche

## Wappen
Die Blasonierung des Gemeindewappens lautet: «In Blau auf grünem Boden rot bedachtes weisses Haus mit Treppengiebel und gotischen schwarzen Fenstern.» Hierbei handelt es sich um ein sogenanntes redendes Wappen. Bis 1992 war das Dach weiss, zwecks besserer Akzentuierung änderte man die Farbe.

## Bevölkerung
Die Einwohnerzahlen entwickelten sich wie folgt:
| Jahr      | 1764 | 1850 | 1900 | 1930 | 1950 | 1960 | 1970 | 1980 | 1990 | 2000 | 2010 | 2020 |
| Einwohner | 264  | 576  | 540  | 665  | 826  | 1152 | 1483 | 1640 | 1937 | 2603 | 2944 | 3734 |

Am 31. Dezember 2023 lebten 3796 Menschen in Hausen, der Ausländeranteil betrug 25,7 %. Bei der Volkszählung 2015 bezeichneten sich 32,2 % als römisch-katholisch und 29,9 % als reformiert; 37,9 % waren konfessionslos oder gehörten anderen Glaubensrichtungen an. 85,6 % gaben bei der Volkszählung 2000 Deutsch als ihre Hauptsprache an, 3,9 % Italienisch, 2,5 % Albanisch, 1,5 % Serbokroatisch, 1,1 % Portugiesisch und 0,8 % Französisch.

## Politik und Recht
Die Versammlung der Stimmberechtigten, die Gemeindeversammlung, übt die Legislativgewalt aus. Ausführende Behörde ist der fünfköpfige Gemeinderat. Er wird im Majorzverfahren vom Volk gewählt, seine Amtsdauer beträgt vier Jahre. Der Gemeinderat führt und repräsentiert die Gemeinde. Dazu vollzieht er die Beschlüsse der Gemeindeversammlung und die Aufgaben, die ihm vom Kanton zugeteilt wurden. Für Rechtsstreitigkeiten ist in erster Instanz das Bezirksgericht Brugg zuständig. Hausen gehört zum Friedensrichterkreis VIII (Brugg).
Mit der gleichnamigen Gemeinde Hausen im Wiesental, die etwa 50 km nördlich im deutschen Bundesland Baden-Württemberg liegt, pflegt Hausen eine Gemeindepartnerschaft.

## Wirtschaft
In Hausen gibt es gemäss der im Jahr 2015 erhobenen Statistik der Unternehmensstruktur (STATENT) rund 1550 Arbeitsplätze, davon 1 % in der Landwirtschaft, 10 % in der Industrie und 89 % im Dienstleistungssektor. Grösster Arbeitgeber ist eine überregional tätige Bauunternehmung. Daneben gibt es zahlreiche Handwerks-, Gewerbe- und Dienstleistungsbetriebe. Ein Grossteil der erwerbstätigen Bevölkerung arbeitet auswärts, entweder in Brugg oder in den grösseren Nachbargemeinden des Birrfelds.

## Verkehr
Hausen liegt an der Kantonsstrasse 280 von Brugg durch das Birrfeld nach Wohlen; dabei wird der Durchgangsverkehr über eine Umfahrungsstrasse am westlichen Dorfrand geleitet. Mit der Inbetriebnahme der Südwestumfahrung Brugg am 1. Oktober 2022 wurde die Region insgesamt weiter vom Verkehr entlastet. Seit 1996 besteht rund zwei Kilometer südlich des Dorfes ein Anschluss an die Autobahn A3. Hausen ist durch eine Postautolinie vom Bahnhof Brugg nach Birr an das Netz des öffentlichen Verkehrs angebunden. Zwar führt die Eisenbahnlinie Brugg–Lenzburg unmittelbar westlich des Dorfes vorbei, es gibt jedoch keine Haltestelle. An Wochenenden verkehrt ein Nachtbus von Brugg über Birr nach Mülligen bzw. Habsburg.

## Bildung
Die Gemeinde verfügt über einen Kindergarten und drei Primarschulen. Schulkinder der Oberstufen (Realschule, Sekundarschule, Bezirksschule) werden in Windisch unterrichtet. Die nächstgelegenen Gymnasien sind die Kantonsschule Baden und die Kantonsschule Wettingen.

## Sport
Seit 2014 besteht der Rugbyclub Hausen Baboons, der die Gemeinde in der Randsportart Siebener-Rugby in der Deutschschweiz vertritt und jährlich den Baboonscup veranstaltet.